# Mehmet Ali Ağca
Mehmet Ali Ağca (n. 9 ianuarie 1958, Hekimhan⁠(d), Provincia Malatya, Turcia) este un asasin turc, care l-a împușcat și rănit pe papa Ioan Paul al II-lea, la 13 mai 1981, la Vatican. După 19 ani de închisoare în Italia (unde a fost vizitat și de papă , în timpul vizitei sale din 1983 papa l-a iertat în mod public pe agresor.), a fost deportat în țara natală, Turcia, unde a avut  o condamnare pe viață pentru uciderea în 1979 a lui Abdi İpekçi, un jurnalist de stânga, redactorul-șef al ziarului Milliyet. Ağca se consideră un mercenar fără orientare politică, deși se cunoaște că a fost membru al organizației ultranaționaliste turce Lupii cenușii. 
În anul 2006, pe data de 12 ianuarie, după mai bine de 25 de ani de închisoare, Mehmet Ali Ağca este eliberat de către autorități după săvârșirea pedepsei cu referire la tentativa de asasinare a lui papa Ioan Pavel al II-lea.